# ADARB1
ADARB1 (англ. Adenosine deaminase, RNA specific B1) – білок, який кодується однойменним геном, розташованим у людей на короткому плечі 21-ї хромосоми.  Довжина поліпептидного ланцюга білка становить 741 амінокислот, а молекулярна маса — 80 763.
| 10         |  | 20         |  | 30         |  | 40         |  | 50         |
| ---------- |  | ---------- |  | ---------- |  | ---------- |  | ---------- |
| MDIEDEENMS |  | SSSTDVKENR |  | NLDNVSPKDG |  | STPGPGEGSQ |  | LSNGGGGGPG |
| RKRPLEEGSN |  | GHSKYRLKKR |  | RKTPGPVLPK |  | NALMQLNEIK |  | PGLQYTLLSQ |
| TGPVHAPLFV |  | MSVEVNGQVF |  | EGSGPTKKKA |  | KLHAAEKALR |  | SFVQFPNASE |
| AHLAMGRTLS |  | VNTDFTSDQA |  | DFPDTLFNGF |  | ETPDKAEPPF |  | YVGSNGDDSF |
| SSSGDLSLSA |  | SPVPASLAQP |  | PLPVLPPFPP |  | PSGKNPVMIL |  | NELRPGLKYD |
| FLSESGESHA |  | KSFVMSVVVD |  | GQFFEGSGRN |  | KKLAKARAAQ |  | SALAAIFNLH |
| LDQTPSRQPI |  | PSEGLQLHLP |  | QVLADAVSRL |  | VLGKFGDLTD |  | NFSSPHARRK |
| VLAGVVMTTG |  | TDVKDAKVIS |  | VSTGTKCING |  | EYMSDRGLAL |  | NDCHAEIISR |
| RSLLRFLYTQ |  | LELYLNNKDD |  | QKRSIFQKSE |  | RGGFRLKENV |  | QFHLYISTSP |
| CGDARIFSPH |  | EPILEGSRSY |  | TQAGVQWCNH |  | GSLQPRPPGL |  | LSDPSTSTFQ |
| GAGTTEPADR |  | HPNRKARGQL |  | RTKIESGEGT |  | IPVRSNASIQ |  | TWDGVLQGER |
| LLTMSCSDKI |  | ARWNVVGIQG |  | SLLSIFVEPI |  | YFSSIILGSL |  | YHGDHLSRAM |
| YQRISNIEDL |  | PPLYTLNKPL |  | LSGISNAEAR |  | QPGKAPNFSV |  | NWTVGDSAIE |
| VINATTGKDE |  | LGRASRLCKH |  | ALYCRWMRVH |  | GKVPSHLLRS |  | KITKPNVYHE |
| SKLAAKEYQA |  | AKARLFTAFI |  | KAGLGAWVEK |  | PTEQDQFSLT |  | P          |

A: Аланін

C: Цистеїн

D: Аспарагінова кислота

E: Глутамінова кислота

F: Фенілаланін

G: Гліцин

H: Гістидин

I: Ізолейцин

K: Лізин

L: Лейцин

M: Метіонін

N: Аспарагін

P: Пролін

Q: Глутамін

R: Аргінін

S: Серин

T: Треонін

V: Валін

W: Триптофан

Кодований геном білок за функцією належить до гідролаз. 
Задіяний у таких біологічних процесах як імунітет, вроджений імунітет, процесінг мРНК, антивірусний захист. 
Білок має сайт для зв'язування з іонами металів, іоном цинку, РНК. 
Локалізований у ядрі.

У мозку миші в ході ембріонального розвитку активність білку зростає. Особливо висока його кількість у таламусі. Активність білка посилюють імпортин KPNA3, який транспортує його в ядро з цитоплазми, та ізомераза PIN1, що стабілізує фермент у ядрі.